# Barey
Barey es uno de los ocho distritos que forman la provincia camboyana de Kompung Thom, con una población estimada en marzo de 2008 de 167 581 habitantes. Está dividido en las siguientes  comunas (khum), que se muestran asimismo con población estimada de 2008:
- Andoung Pou 5,070
- Bak Sna 6,498
- Ballangk 16,773
- Baray 11,598
- Boeng 7,872
- Chaeung Daeung 10,456
- Chhuk Khsach 11,652
- Chong Doung 10,775
- Chranieng 11,029
- Chrolong 5,422
- Kokir Thum 9,151
- Krava 10,002
- Pongro 7,160
- Sou Young 7,315
- Sralau 8,843
- Svay Phleung 4,235
- Tnaot Chum 7,766
- Treal 15,964[1]